# Quần đảo Amami

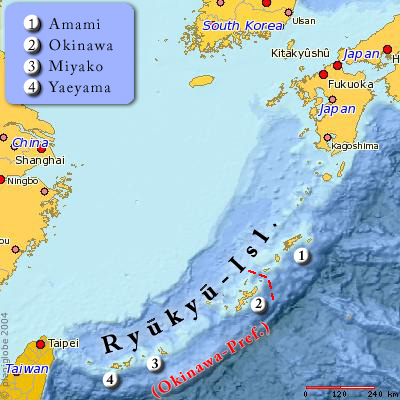
Vị trí quần đảo Amami

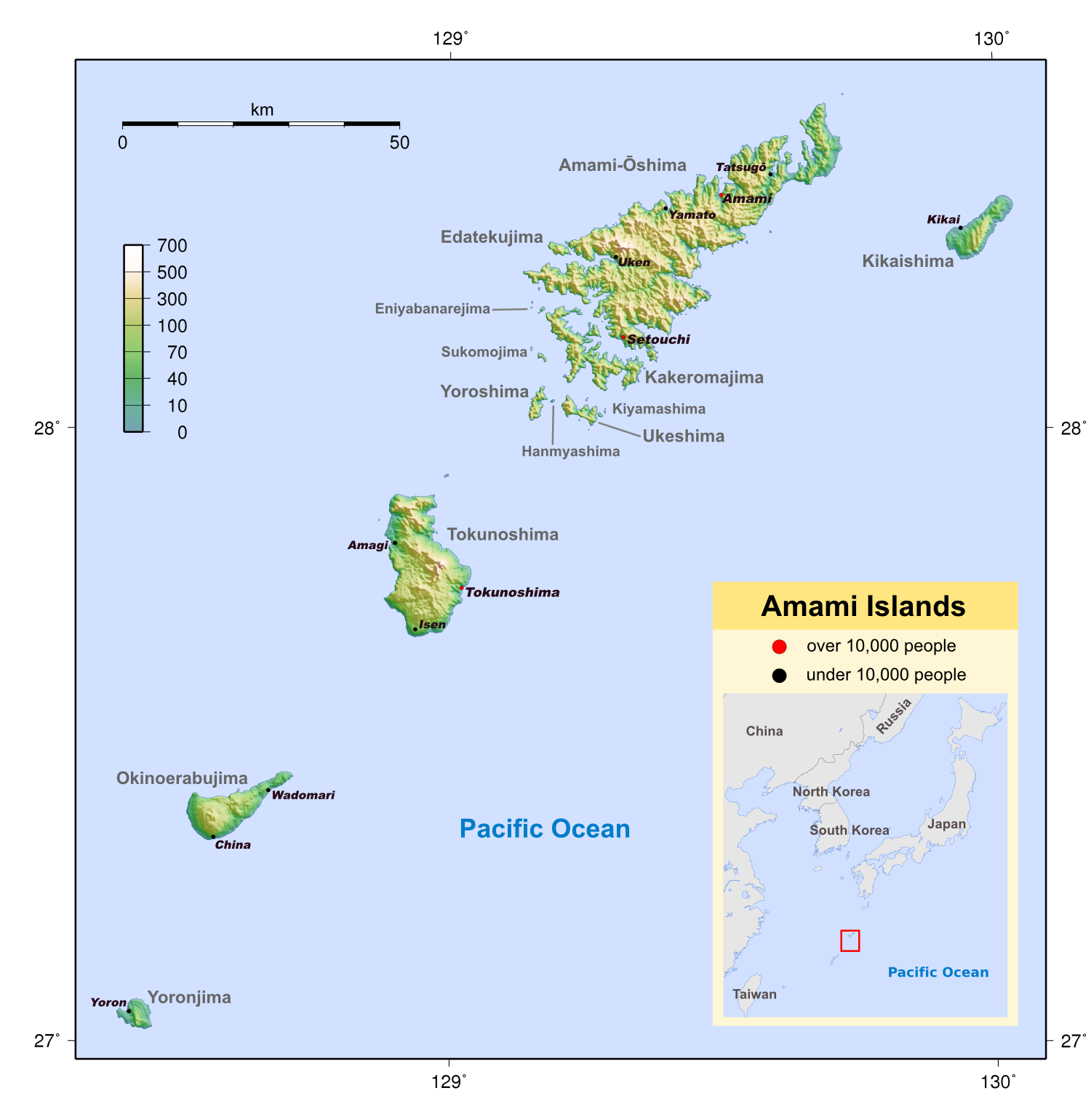
Quần đảo Amami

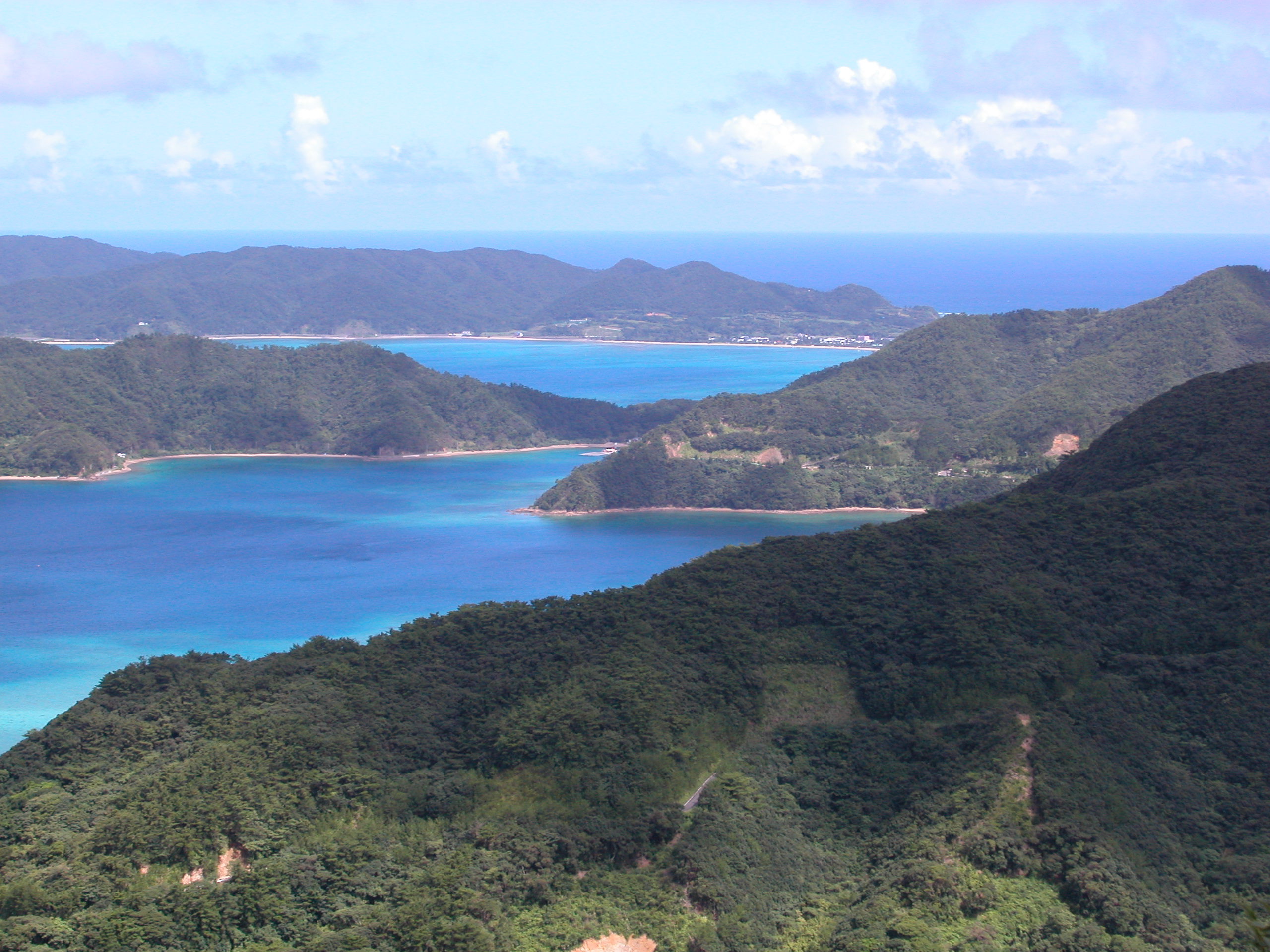
Bờ biển thành phố Amami, Amami Ōshima

Quần đảo Amami (奄美群島 (Yểm Mỹ quần đảo) Amami guntō) là một nhóm các đảo thuộc quần đảo Satsunan, một phần của quần đảo Nansei (hay Ryukyu). Quần đảo là một phần của tỉnh Kagoshima, của Nhật Bản. Tên gọi Amami có thể có nguồn gốc từ Amamikiyo (アマミキヨ) hay Amamiko (アマミコ), một nữ thần thường xuất hiện trong truyền thuyết Lưu Cầu. Các đảo trong quần đảo gồm:
| Ảnh | Tên            | chữ Hán    | Diện tích [km²] | Dân số | Điểm cao nhất [m] | Đỉnh        | Tọa độ                                          |
| --- | -------------- | ---------- | --------------- | ------ | ----------------- | ----------- | ----------------------------------------------- |
|     | Amami Ōshima   | 奄美大島   | 504,88          | 73.000 | 712,35            | Yuwandake   | 28°19′35″B 129°22′29″Đ / 28,32639°B 129,37472°Đ |
|     | Kikaijima      | 喜界島     | 56,93           | 7.657  | 214,0             |             | 29°19′1″B 129°56′22″Đ / 29,31694°B 129,93944°Đ  |
|     | Kakeromajima   | 加計呂麻島 | 77,39           | 1.600  | 314               |             | 28°07′29″B 129°14′41″Đ / 28,12472°B 129,24472°Đ |
|     | Yoroshima      | 与路島     | 9,35            | 140    | 297               | Okachiyama  | 27°22′8″B 128°34′0″Đ / 27,36889°B 128,56667°Đ   |
|     | Ukejima        | 請島       | 13,35           | 200    | 400               | Ōyama       | 28°01′38″B 129°14′22″Đ / 28,02722°B 129,23944°Đ |
|     | Tokunoshima    | 徳之島     | 247,77          | 27.000 | 645               | Inokawadake | 27°49′12″B 128°55′56″Đ / 27,82°B 128,93222°Đ    |
|     | Okinoerabujima | 沖永良部島 | 93,63           | 15.000 | 246,0             | Ōyama       | 27°22′8″B 128°34′0″Đ / 27,36889°B 128,56667°Đ   |
|     | Yoronjima      | 与論島     | 20,8            | 6.000  | 98                |             | 27°22′8″B 128°34′0″Đ / 27,36889°B 128,56667°Đ   |

## Lịch sử

### Thời kỳ Amami
Người dân quần đảo bắt đầu sản xuất đồ đất nung từ 6000 năm trước, chịu ảnh hưởng từ văn hóa Jōmon tại Kyūshū. Ban đầu, chùng có phong cách tương tự như với đất liền Nhật Bản, song về sau một phong cách có nguồn gốc từ Amami gọi là phong cách Hạ Usuki đã được phát triển.
Trong các thư tịch Nhật Bản, quần đảo xuất hiện lần đầu vào thế kỷ VII. Nihon Shoki (Nhật Bản thư kỷ) đã nói đến Amami-shima (海見嶋 (Hải Kiến đảo) "đảo Amami") năm 657, và Amami-bito (阿麻弥人 (A Ma Di nhân) "người Amami") vào năm 682. Shoku Nihongi (Tục Nhật Bản kỷ) có nói đến Amami (菴美 (Am Mĩ)) năm 699 và Amami (奄美 Yểm Mĩ) vào năm 714. Tất cả các tên gọi này đều được cho là đề cập đến Amami hiện nay. Đoàn "khiển Đường sứ" (kentō-shi) của Nhật Bản đã từng đến Đường qua Amami Ōshima.
Đối với người dân địa phương, thời kỳ tiền sử này được gọi là thời kỳ Amami (奄美世 (Yểm Mĩ thế) Aman'yu).

### Thời kỳ aji
Nông nghiệp được đưa đến quần đảo khoảng thế kỷ XII, và các cư dân đã chuyển từ săn bắn sang nuôi trồng. Do nông nghiệp gây ra sự phân biệt giàu nghèo, những người có quyền lực cuối cùng trở thành tầng lớp thống trị. Họ được gọi là "án ti" (aji) giống như trên đảo Okinawa, và cư trú trong những thành được gọi là gusuku. Gusuku nổi tiếng nhất là Gusuku Beru ở Kasari, thành phố Amami, và Gusuku Yononushi ở Wadomari. Các án ti chiến đấu với nhau để mở rộng lãnh địa của mình. Các câu chuyện dân gian cho thấy rằng một số thành viên của gia tộc Taira, bị thua trong trận Dan-no-ura năm 1185, đã đào thoát đến Amami Ōshima. Độ xác thực lịch sử của việc này vẫn chưa rõ.
Thời kỳ gusuku này thỉnh thoảng được gọi là thời kỳ Aji (按司世 (Án ti thế) Ajin'yu), trong khi những người khác coi đây là một phần của thời kỳ Amami.

### Thời kỳ Naha
Khi "án ti" Amami trở nên lớn mạnh, họ bắt đầu đi cống nạp cho các nước mạnh hơn xung quanh. Sử sách Lưu Cầu nói rằng "án ti" Amami đã cống nạp cho Eiso, vua của vương quốc Trung Sơn vào thời đại Tam Sơn Okinawa. Okinoerabujima và Yoronjima nằm dưới quyền kiểm soát của vương quốc Trung Sơn. Tuy nhiên, trong lúc đảo Okinawa vẫn trong vòng nội chiến, các chính quyền ở đây đã không thể vương đến phía bắc của quần đảo Amami. Án ti của Tokunoshima và các đảo phía bắc tiếp tục triều cống cho Okinawa, và kiểm soát hòn đảo của mình. Sau năm 1429, Shō Hashi thống nhất đảo Okinawa, lập nên vương quốc Lưu Cầu. Okinoerabu và các đảo xa hơn về phía nam đã nằm dưới quyền kiểm soát trực tiếp của Lưu Cầu, trong khi phần phía bắc vẫn là các lãnh thổ ngoại vi của vương quốc. Vị vua Lưu Cầu thứ 4 là Shō Sei đã cố gắng chiếm Amami Ōshima vào năm 1537 song đã thất bại. Vị vua kế vị liền sau đó là Shō Gen, ngược lại, đã chiến thắng vào năm 1571, và toàn thể nhóm đảo Anami từ đó nằm dưới quyền kiểm soát của vương quốc Lưu Cầu. Theo dân gian, 3 gusuku và 4 nhóm đã quyết liệt chống lại các cuộc xâm lược và sau đó đều bị hành quyết.
Thời kỳ này được gọi là thời kỳ Naha (那覇世 Nahan'yu, Na Phách thế), theo tên kinh đô của Lưu Cầu.

### Thời kỳ Edo
Việc Lưu Cầu kiểm soát các hòn đảo này đã không thể kéo dài lâu. Mạc phủ Tokugawa tại Nhật Bản đã lên kết hoạch giao thương với nhà Minh. Họ cho phép Shimazu Tadatsune, người cai trị phiên Satsuma xâm lược Lưu Cầu. Vào tháng 3 năm 1609, Shimazu tấn công đảo Amami Ōshima, sau đó là Tokunoshima, Okinoerabu, và đến đảo Okinawa. Vào lúc này, nhà vua kiểm soát tất cả các đại bác của Lưu Cầu, trong khi quân Shimazu đx vượt qua được tất cả các trận đại bác trong Thời kỳ Chiến Quốc. Shimazu đã dễ dàng giành chiến thắng trong một tháng, và vương quốc Lưu Cầu phải thỉnh hòa với Satsuma.
Vương quốc Lưu Cầu gặp khó khăn khi quản lý quần đảo Amami ngay từ trước cuộc xâm lược của Satsuma, do cư dân bản địa thường tham gia các phong trào để giành độc lập. Lưu Cầu sau đó đã nhượng lại quần đảo cho phiên Satsuma. Satsuma bắt đầu trực tiếp cai trị khu vực từ năm 1613, và cử đến một viên quan. Tuy nhiên, quần đảo Amami vẫn là lãnh thổ trên danh nghĩa của vương quốc Lưu Cầu và vương quốc vẫn tiếp tục gửi các quan lại đến đây.
Lúc đầu, sự cai trị của Satsuma là ôn hòa, nhưng do tình hình tài chính của phiên trở nên tồi tệ đi, việc quản lý thay đổi theo hướng khai thác. Satsuma cho dân đảo trồng mía để nấu đường và bán cho Mạc phủ hay các thương nhân. Bởi vì sự độc canh này, người dân đảo bị nạn đói tấn công khi mất mùa.
Trong những thời điểm khó khăn này, người Amami tìm thấy niềm vui bằng loại rượu được làm từ mật mía, awamori mua từ Lưu Cầu, và hát các bài dân ca vớisanshin. Các bài dân ca của họ có phong cách khác so với Lưu Cầu, và điều này vẫn duy trì trong văn hóa hiện đại của cư dân nơi đây. Dưới sự cai trị của Satsuma, tên của người Amami trải qua một thay đổi to lớn, và nay thì nhiều người chỉ có họ viết bằng một Hán tự duy nhất.
Năm 1879, sau cải cách Minh Trị, quần đảo Amami được hợp nhất vào "quốc" Ōsumi, và sau đó là tỉnh Kagoshima. Trong Thế chiến II, khi những trận chiến khốc liệt diễn ra tại Okinawa, hơn 20.000 lính Nhật đang bảo vệ quần đảo Amami ở lân cận. Tuy nhiên, trong suốt cuộc chiến, quần đảo Amami chỉ phải chịu các trận không kích nhỏ.
Thời kỳ này kéo dài cho đến năm 1945 và được gọi là thời kỳ Yamato (大和世 Yamaton'yu, Đại Hòa thế), theo tên Yamato.

### Thời kỳ Hoa Kỳ kiểm soát
Sau khi Nhật Bản thất trận, quần đảo bị tách khỏi đất liền Nhật Bản và nằm dưới quyền kiểm soát của Hoa Kỳ. Tại lễ ký văn kiện đầu hàng, người Nhật phát hiện ra rằng các tài liệu chuẩn bị sẵn của Hoa Kỳ Amami là "Miền Bắc Ryukyu". Họ cho rằng điều này cho thấy ý định của người Mỹ nhằm tách các đảo này khỏi Nhật Bản. Đáp lại, người Nhật tuyên bố là quần đảo thuộc tỉnh Kagoshima.
Vào tháng 2 năm 1946, quần đảo Amami chính thức bị tách khỏi Nhật Bản. Vào tháng 10, Chính phủ Lâm thời Miền Bắc Quần đảo Ryukyu được hình thành từ những lãnh đạo địa phương. Thể chế này đổi tên thành Chính phủ Amami Gunto vào năm 1950. Tuy nhiên, trong một cuộc bầu cử dân chủ, cư dân địa phương đã lựa chọn một thống đốc cam kết sẽ đưa quần đảo trở về với Nhật Bản. Chính quyền dân sự Hoa Kỳ tại Quần đảo Ryukyu USCAR) không bằng lòng với việc suy giảm sức mạnh của các chính phủ Gunto. Năm 1952, USCAR thành lập một thực thể khác gọi là Chính phủ Ryukyu, và người dân quần đảo có thể chọn "lãnh đạo địa phương" của mình.
Các cư dân của Amami bất mãn với sự quản lý của Hoa Kỳ. Hơn nữa, kinh tế của Amami bị tách khỏi thị trường đại lục Nhật Bản. Công quỹ của Hoa Kỳ chủ yếu dành cho tái thiết Okinawa bị tàn phá nặng nề. Phong trào Phục hồi Quê hương Quần đảo Amami, bắt đầu ngay từ khi bị chia tách đã phát triển mạnh hơn. Trong số các cư dân địa phương trên 14 tuổi, 99,8% đã ký tên vào yêu cầu trở về Nhật Bản. Một số khu và cộng đồng tổ chức tuyệt thực theo gương của Mahatma Gandhi.
Hiệp ước San Francisco năm 1952 đặt hòn đảo dưới sự ủy trị với vị thế là một phần của quần đảo Ryukyu. Hoa Kỳ đã trao trả quần đảo Tokara vào tháng 2 năm 1952, và trao trả quần đảo Amami vào ngày 25 tháng 12 năm 1953. Chúng trở thành một phần của tỉnh Kagoshima.

### Sau khi trao trả
Sau khi quần đảo Amami trở về Nhật Bản vào năm 1953, trong khi Okinawa vẫn nằm dưới quyền kiểm soát của Hoa Kỳ cho đến năm 1972. Do vậy, những người Amami làm việc ở Okinawa đột nhiên bị coi như những người nước ngoài, khiến cho họ gặp phải khó khăn. Chính phủ Nhật Bản ban hành một đạo luật nhằm thúc đẩy phát triển quần đảo Amami. Tuy nhiên, khoảng cách kinh tế giữa đất liền và quần đảo vẫn còn tồn tại đất ngày nay.

## Ngôn ngữ
Ngôn ngữ được sử dụng trên hầu hết quần đảo Amami được gọi là tiếng Amami. Ngôn ngữ này bao gồm vài phương ngữ: phương ngữ Kikai, phương ngữ Bắc Amami, phương ngữ Nam Amami và phương ngữ Tokunoshima. Các phương ngữ trên các đảo phía nam là Okinoerabu và Yoron gần gũi hơn với phương ngữ Kunigami ở Bắc Okinawa, và có thể gọi là tiếng Kunigami.
Các ngôn ngữ này đều thuộc nhóm bắc Ryukyu của Nhóm ngôn ngữ Ryukyu. Mặc dù nhóm ngôn ngữ Ryukyu thuộc ngữ hệ Nhật Bản cùng với tiếng Nhật song chúng không hiểu lẫn nhau. Có tranh luận về tình trạng của các ngôn ngữ, nhiều người cho rằng chúng chỉ là các "phương ngữ" của tiếng Nhật, và có người coi chúng là các ngôn ngữ độc lập.
Cũng như những nơi khác tại Nhật Bản, tiếng Nhật tiêu chuẩn được sử dụng trong tất cả các tình huống chính thức. Còn ngôn ngữ phổ biến trên thực tế của những người trung niên và trẻ tuổi là tiếng Nhật giọng Amami gọi là Ton-futsūgo (トン普通語 nghĩa là "chuẩn khoai tây"). Giọng nói này khác so với Uchinā-Yamatuguchi (tiếng Nhật Okinawa), tức giọng tiếng Nhật tại Okinawa. Ton-futsūgo không chỉ bị ảnh hưởng bởi tiếng Nhật chuẩn, mà còn từ phương ngữ Satsugū (tại đất liền tỉnh Kagoshima) và phương ngữ Kansai.